# United Artists Records
United Artists Records a fost o casă de discuri americană fondată de Max E. Youngstein al United Artists în 1957 pentru a emite coloane sonore ale filmelor. Casa s-a extins în alte genuri, printre care ușoară, jazz, pop și R&B.

## Vezi si
- Blue Note Records
- Lista caselor de discuri